# Compans-Caffarelli

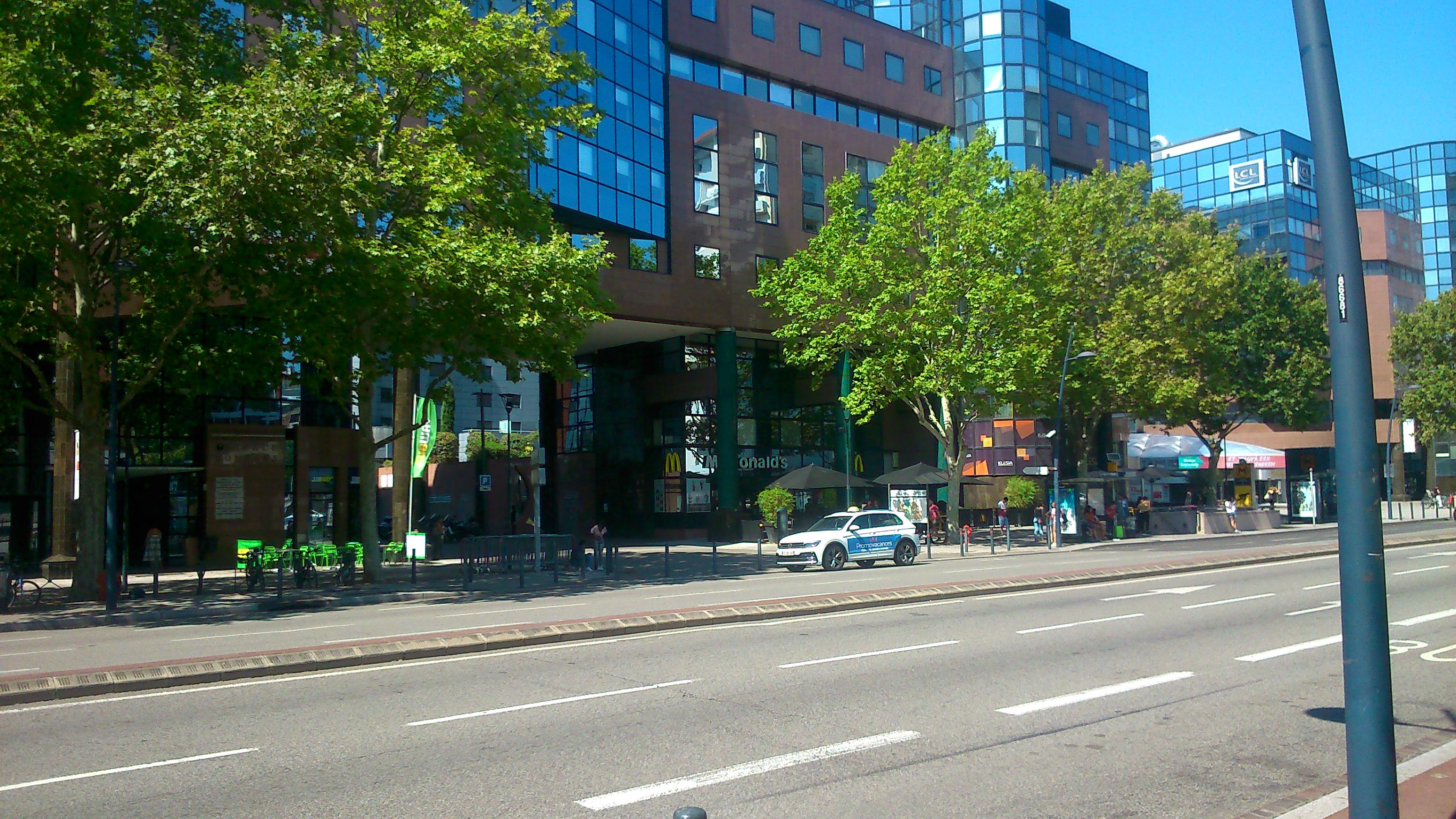
Boulevard Lascrosses

Compans-Caffarelli is een zakendistrict in Toulouse in Occitanie (Frankrijk), tussen het Canal de Brienne (zuiden) en het Canal du Midi (noorden).
In de wijk zijn verschillende bedrijven gevestigd, waaronder hotels, EDF en Orange Business Services. Ook zijn er verschillende sport- en commerciële gebieden, evenals de Universiteit van Toulouse I Capitole, Toulouse Business School, een campus van de IT-universiteit Epitech, een campus van de lucht- en ruimtevaartuniversiteit IPSA en een campus van de communicatieschool ISEG.
De wijk is vernoemd naar de Franse generaal-majoor Jean Dominique Compans en de Franse generaal-majoor van Italiaanse afkomst Marie François Auguste de Caffarelli du Falga.